# Shinyanga Mjini
Shinyanga Mjini è una circoscrizione urbana (urban ward) della Tanzania situata nel distretto urbano di Shinyanga, regione di Shinyanga. Conta una popolazione di 5 402 abitanti (censimento 2012).